# Campionato oceaniano maschile di pallacanestro 2013
Il 22º campionato oceaniano maschile di pallacanestro FIBA (noto anche come FIBA Oceania Championship 2013) si è svolto dal 14 al 18 agosto 2013 in Australia e Nuova Zelanda.
I campionati oceaniani maschili di pallacanestro sono una manifestazione biennale tra le squadre nazionali del continente, organizzata dalla FIBA Oceania. Storicamente questo torneo è disputato dalle sole nazionali dell'Australia e della Nuova Zelanda.
Entrambe parteciperanno al Campionato mondiale maschile di pallacanestro 2014 in Spagna.
Vincitrice finale è stata l'Australia, che si è aggiudicata tutti gli incontri.

## Squadre partecipanti
- Australia
- Nuova Zelanda

## Gare
| Arbitri: | Ilija Belošević Dallas Pickering Vaughan Mayberry |

|            |          |          |
| Webster 14 | Punti    | 20 Mills |
| Vukona 5   | Assist   | 4 Petrie |
| Vukona 8   | Rimbalzi | 8 Ingles |

| Arbitri: | Ilija Belošević Dallas Pickering Vaughan Mayberry |

|          |          |                    |
| Mills 21 | Punti    | 16 Webster         |
| Ingles 6 | Assist   | 2 Anthony, Webster |
| Nevill 6 | Rimbalzi | 8 Vukona           |

## Campione
Australia
(18º titolo)

## Formazioni
Australia4 Exum, 5 Mills, 6 Gibson, 7 Ingles, 8 Simmons, 9 Dellavedova, 10 Barlow, 11 Broekhoff, 12 Bairstow, 13 Andersen, 14 Petrie, 15 Nevill,        All. Andrej Lemanis
 Nuova Zelanda4 Ngatai, 5 Bartlett, 6 Mauriohooho-Le'afa, 7 Vukona, 8 Kenny, 9 Webster, 10 Abercrombie, 11 Anthony, 12 Te Rangi, 13 Frank, 14 Salt, 15 Pledger,        All. Nenad Vučinić